# Уруту
Уруту (Rhinocerophis alternatus) — отруйна змія з роду Змія-носоріг родини Гадюкові. Інша назва «напівмісячна змія-носоріг».

## Опис
Загальна довжина досягає 1,5—1,7 м. Голова стиснута з боків, має виріст. Тулуб кремезний. Має яскравий малюнок — з боків тулуба розташовано по 1 рядку великих темно—бурих плям у вигляді жирної букви «С», покладеної рогами донизу. Кожна пляма облямована зверху яскраво—жовтою або білою смугою. Ці плями по обох боках або чергуються, або стикаються на хребті, зливаючись у жирну букву «X».

## Спосіб життя
Полюбляє вологі низини, заливні луки, місцини поблизу водойм. Активна вночі. Харчуються гризунами, земноводними та ящірками.
Отрута досить небезпечна, хоча смертельних випадків серед людей небагато (2 %). Це пояснюються неагресивним норовом цієї змії. Також отруту використовують у медицині. Вона дає при першому взятті близько 60 мг отрути (у сухому вигляді).
Це живородна змія. Самиця народжує від 2 до 12 дитинчат.

## Розповсюдження
Мешкає у південній Бразилії, Парагваї, Уругваї та північній Аргентині.